# Diploma professionale
Il diploma professionale è un titolo di studio che si ottiene dopo aver portato a termine un percorso di istruzione/formazione finalizzato al conseguimento di un titolo certificato appunto dal diploma.
Il conseguimento di tale diploma permette generalmente l'esercizio di attività di carattere esecutivo e/o artigianale, con ampi spazi di autonomia e responsabilità, in una prospettiva di sviluppo professionale e culturale, in settori ben specifici dell'artigianato e dell'industria.

## Nel mondo

### Italia
Tali titoli vengono conferiti, al termine di un percorso di formazione professionale generalmente dai quattro ai cinque anni, presso un istituto professionale in Italia. Il repertorio di tali titoli viene deciso dal governo italiano di concerto con la conferenza permanente per i rapporti tra lo Stato, le regioni e le province autonome.